# شینیا تاماکی
شینیا تاماکی (ژاپنی: 玉置 慎也؛ زادهٔ ۱۸ اکتبر ۱۹۸۸) یک بازیکن فوتبال اهل ژاپن است.
از باشگاه‌هایی که در آن بازی کرده‌است می‌توان به باشگاه فوتبال گامبا اوساکا اشاره کرد.